# Adam Skałkowski (oficer)
Adam Roman Skałkowski herbu Nałęcz (ur. 20 czerwca 1892 w Jarosławiu, zm. 23 grudnia 1976 w Krakowie) – podpułkownik administracji Wojska Polskiego.

## Życiorys
Urodził się 20 czerwca 1892 w Jarosławiu, w rodzinie Władysława, urzędnika, i Magdaleny z Wybranowskich (1861–1952). Ukończył gimnazjum we Lwowie. W latach 1911–1912, w twierdzy Poli, odbył obowiązkową służbę wojskową w cesarskiej i królewskiej Armii, w charakterze jednorocznego ochotnika. W latach 1912–1914 ukończył trzy semestry w Szkole Politechnicznej we Lwowie. W tym czasie należał do Związku Strzeleckiego.
W czasie I wojny światowej walczył w szeregach c. i k. Armii. Jego oddziałem macierzystym był Pułk Artylerii Fortecznej Nr 7. Na stopień podporucznika został mianowany ze starszeństwem z 1 listopada 1917 w korpusie oficerów rezerwy artylerii fortecznej.
12 kwietnia 1927 został mianowany majorem ze starszeństwem z 1 stycznia 1927 i 52. lokatą w korpusie oficerów artylerii. W czerwcu tego roku został przeniesiony do 15 Pułku Artylerii Polowej w Bydgoszczy na stanowisko dowódcy II dywizjonu. W lipcu 1929 został przeniesiony do kadry oficerów artylerii z równoczesnym przeniesieniem służbowym do Dowództwa 2 Grupy Artylerii w Lublinie. Z dniem 1 października 1930 został przydzielony do Gabinetu Ministra Spraw Wojskowych. Z dniem 1 listopada 1934 został przesunięty ze stanowiska szefa wydziału I na stanowisko zastępcy szefa gabinetu. Na tym stanowisku pełnił służbę przez kolejnych pięć lat. Na stopień podpułkownika został mianowany ze starszeństwem z 19 marca 1939 i 2. lokatą w korpusie oficerów administracji, grupa administracyjna.
Zmarł 23 grudnia 1976 i został pochowany na cmentarzu wojskowym przy ul. Prandoty w Krakowie.
Był mężem Marii Schaetzel de Merzhausen (1896–1976), z którą miał córkę Teresę (ok. 1921–1995) i syna Mariana (1924–2015), architekta.

## Ordery i odznaczenia
- Krzyż Kawalerski Orderu Odrodzenia Polski – 10 listopada 1933 „za zasługi na polu administracji wojska”[14]
- Krzyż Walecznych[15]
- Złoty Krzyż Zasługi[15]
- Medal Niepodległości – 16 marca 1937 „za pracę w dziele odzyskania niepodległości”[16]
- Krzyż Oficerski Orderu Korony Rumunii – 1937[17]
- Krzyż Oficerski estońskiego Orderu Krzyża Orła – 1937[17]
- Krzyż Kawalerski francuskiego Orderu Legii Honorowej – 1932[18]
- Krzyż Kawalerski szwedzkiego Królewskiego Orderu Miecza I klasy – 1934[19]
- łotewski Medal Pamiątkowy 1918–1928 – 1933[20]
- Srebrny Medal Waleczności 1. klasy[21]